# Édito de Rotário
O Édito de Rotário (em latim: Edictum Rothari) foi um édito promulgado pelo rei lombardo Rotário, em 643. Com 388 artigos e redigido em latim, abrangia não somente a tradição nacional lombarda, mas também outras legislações bárbaras, como o Breviário de Alarico (Lex Romana Visigothorum) e também o direito romano justiniano (Corpus Juris Civilis) e pré-justiniano.
No conjunto, representava uma sociedade muito mais evoluída que aquela de um século antes, quando Alboíno chegou à península Itálica, mesmo que ainda indicasse uma série de superstições e usos bárbaros.

## A sociedade lombarda na Itália
A sociedade lombarda retratada neste édito era ainda estruturada nas três ordens dos arimani (homens livres), aldi (semi-livres) e servos. O fundamento da sociedade era o núcleo familiar no qual o importante é o mundio, isto é, a proteção que o chefe da família exercia sobre os filhos e as mulheres, que não tinham direitos civis plenos. A mulher estava sempre sob domínio do homem, mesmo quando houvesse atingido a maioridade. Quando se casava, passava ao domínio do marido. O mundio, mais que uma proteção verdadeira, era um direito exercitado no confronto de pessoas em condição de inferioridade, tanto é que alguns glossários medievais explicam este termo com a fórmula "mundio, isto é, dominium" ou "mundio, isto é, posse".

## As inovações
A maior novidade introduzida pela legislação de Rotário foi a abolição da faida, isto é, da vingança privada, e sua substituição pelo guidrigildo, isto é, uma compensação em dinheiro do ofensor a quem havia sofrido o dano (ou a seus parentes em caso de homicídio). O guidrigildo representava o valor de uma pessoa e não era um valor fixo segundo a gravidade objetiva da ofensa sofrida, mas variava segundo a condição jurídica e a função exercida pela pessoa que havia sofrido o dano. A análise desse sistema de composição serve para reconstruir a vida social e econômica do período lombardo e, neste item, o édito é uma fonte histórica de grande importância.